# シッキム人民党
シッキム人民党（しっきむじんみんとう、Sikkim Janata Party）は、シッキム王国の政党（1969年12月18日 - 1972年8月15日）。以下、本記事では略称の「SJP」で記述する。

## 事績
1967年の第3回シッキム王国参事院（State Council、立法府に相当）選挙において、移民ながら多数派のネパール系主体で反シッキム王室の立場をとるシッキム国民会議派（SNC）が選挙議席18議席中8議席を得て第1党となった。この時、原住民・支配階層ながら少数派のブティヤ・レプチャ系主体で親王室の立場をとるシッキム国民党（SNP）は5議席、ネパール系主体だが親王室のシッキム国家会議派（SSC）は2議席に留まっている。当時の国王パルデン・トンドゥプ・ナムゲルは反王室派のSNCの台頭に不快感を覚え、策動でこれを分裂させようと図る。
パルデン・トンドゥプはSNCに内訌をもたらそうとして、内閣に相当する行政参事会委員の就任につき総裁のカジ・レンドゥプ・ドルジではなく、幹事長ビーム・バハドゥル・グルン（B.B.Gurung、通称「B.B.グルン」）を委員に一方的に抜擢し、委員補佐にはタクルシン・ライ（Thakurshing Rai）を起用した。このため、1967年9月にSNCは反王室派のドルジ派と親王室派のグルン派にあっけなく分裂することになった。
このような政治情勢の中で、SNCの内紛に嫌気が指した離党者が相次ぎ、これら離党者はラール・バハドゥル・バスネットを党首としてSJPを結成したのである。SJPは社会主義、民主主義、シッキム人民の統合を基本綱領とし、「自由、平等、友愛」をスローガンに発足した。1970年の第4回参事院選挙（選挙議席18）では、SNCが上記内紛もあって5議席に低迷し、一方親王室派のSNPは7議席、SSCは4議席を獲得し、親王室派が11議席を占めた。SJPもこの選挙に参戦したが、1議席も獲得できなかった。
第4回参事院選挙での親王室派勝利もあって、元々反印やシッキム独立を志向するパルデン・トンドゥプはますますその方向へ進む政策をとるようになり、国王の路線を支持する運動も更に激化することになった。ところがこの情勢は、支配階層たるブティヤ・レプチャ系住民へのネパール系住民の恐怖を掻き立てるものでもあり、そして親王室派だったSSCもこの種の恐怖感を抱いた結果、ついに結党当初の反王室路線へと回帰していく（SSC結党の経緯については当該記事を参照）。ここでSJPはSSCからの呼びかけに応じ、1972年8月15日に両者は合併、シッキム人民会議派（SJC）を結成したのである。これにより、シッキムにおいて有望な反王室政党が出現することになった。

## 注
1. ↑  落合（1986）、232-234頁。
2. ↑  落合（1986）、235頁、248-251頁。
3. ↑  落合（1986）、264-265頁。
4. ↑  落合（1986）、257頁。
5. ↑  落合（1986）、265-267頁。